# Thailand van A tot Z

Locatie van Thailand

## A
Aanslagen in Zuid-Thailand in januari 2004 – Khuang Abhaiwongse – Air Asia – Ajahn Chah – Ajahn Mun – Provincie Amnat Charoen – Amnat Charoen (stad) – Andamanse Zee – Amphoe – Provincie Ang Thong – Ang Thong (stad) – Amphoe Aranya Prathet – Aranya Prathet – Asalha Puja – Ao Nang – Arapaima gigas – Austronesische talen – Autogebruik in Thailand – ASEAN – Koninkrijk Ayutthaya – Provincie Ayutthaya – Ayutthaya (stad) – Ayutthaya (oud) – Ayutthaya (district)

## B
Baht – Baan Nam Sum Noi – Buakaw Banchamek – Bangkok – Bangkok gouverneursverkiezingen 2004 – Metro van Bangkok – Bangkok Skytrain – District Bang Bo – District Bang Bua Thong – District Bang Kruai – District Bang Lamung – Bang Pakong (rivier) – District Bang Phli – Subdistrict Bang Sao Thong – Bang Sarai – District Bang Yai – Bergvolk – Boeddhistische jaartelling – Bomaanslagen Hat Yai 3 april 2005 – Bomaanslagen Hat Yai 16 september 2006 – Tawee Boonyaket – Brug over de rivier de Kwai – Provincie Buriram – Buriram (stad)

## C
Carabao (band) – Centraal-Thailand – Provincie Chachoengsao – Chachoengsao (stad) – Provincie Chainat – Chakri-dynastie – koninkrijk Champassak – Changwat (provincies) – Menam (Chao Phraya) – Provincie Chantaburi – Chantaburi (stad) – Provincie Chaiyaphum – Chaiyaphum (stad) – Chenla – Provincie Chiang Mai – Chiang Mai (stad) – Internationale Luchthaven Chiang Mai – Provincie Chiang Rai – Chiang Rai (stad) – Internationale Luchthaven Chiang Rai – Chi (rivier) – Provincie Chonburi – Chonburi (stad) – Chula Sakarat – Surayud Chulanont – Provincie Chumphon – Chumphon (stad) – Crime Suppression Division

## D
Amphoe Damnoen Saduak – Dodenspoorlijn – Doi Inthanon – Doi Tung project – Don Muang – Dongrek bergen – Dvaravati

## E
Economie van Thailand – 
EU filmfestival Bangkok – 
Expatriates in Thailand

## F
Farang

## G
Geschiedenis van Thailand – Gezichtsverlies – Golf van Thailand – Gouden Driehoek

## H
Hat Yai (stad) – Internationale Luchthaven Hat Yai – Hat Yai-Sungai Goloklijn – Hmong – Paveena Hongsakul – Hua Lamphong – Hua Hin

## I
Ikat – Indochina – Ing (rivier) – Isaan – Isaan (taal) – ISO 3166-2:TH

## J
Tony Jaa – Jaartelling – Jomtien

## K
Provincie Kalasin – Kalasin (stad) – Chuwit Kamolvisit – Provincie Kamphaeng Phet – Kamphaeng Phet (stad) – Provincie Kanchanaburi – Kanchanaburi (stad) – Karen (volk) – Katoen – Katoey – Keub – Khao Lak – Nationaal Park Khao Yai – Provincie Khon Kaen – Khon Kaen (stad) – Khorat Plateau – Khwae Noi – Amphoe Klong Yai – Ko Samui – Luchthaven Ko Samui – Kok (rivier) – Koningscobra – Koninklijk Paleis, Bangkok – Apirak Kosayodhin – Amphoe Ko Si Chang – Eric Koston – Provincie Krabi – Krabi (stad) – Krung Thep Mahanakhon Amon Rattanakosin Mahinthara Ayuthaya Mahadilok Phop Noppharat Ratchathani Burirom Udomratchaniwet Mahasathan Amon Piman Awatan Sathit Sakkathattiya Witsanukam Prasit Bravo Association Football Club (Bangkok Bravo FC)

## L
Provincie Lampang – Lampang (stad) – Provincie Lamphun – Lamphun (stad) – Landengte van Kra – koninkrijk Lankasuka – Lanna – Lan Xang – Provincie Loei – Loei (stad) – Provincie Lopburi – Lopburi (stad) – Loy Krathong – Loy Krathong Lied

## M
Provincie Mae Hong Son – Mae Hong Son (stad) – Mae Klong – Mah Nakorn – Provincie Maha Sarakham – Maha Sarakham (stad) – Magha Puja – Parayak Mahawong – Malakka (schiereiland) – Malayo-Polynesische talen – Maleis – Maleisische boomslang – Mangrovenslang – Matsayit Klang – Matsayit Kru Ze – Mekong – Menam – ministers-presidenten van Thailand – Ministers van Buitenlandse Zaken van Thailand – Ministers van Binnenlandse Zaken van Thailand – Ministers van Defensie van Thailand – Ministers van Financiën van Thailand – Monthon – Mor lam – Mor lam sing – Provincie Mukdahan – Mukdahan (stad) – Mun

## N
Provincie Nakhon Nayok – Nakhon Nayok (stad) – Nakhon Nayok (rivier) – Provincie Nakhon Phanom – Nakhon Phanom (stad) – Provincie Nakhon Pathom – Nakhon Pathom (stad) – Provincie Nakhon Ratchasima – Nakhon Ratchasima (stad) (Khorat) – Provincie Nakhon Sawan – Nakhon Sawan (stad) – Provincie Nakhon Si Thammarat – Nakhon Si Thammarat (stad) – Naklua – Provincie Nan – Nan (rivier) – Nan (stad) – Nan Chao – Provincie Narathiwat – Narathiwat (stad) – Naresuan – Netpython – Manopakorn Nithithada – Provincie Nongbua Lamphu – Nongbua Lamphu (stad) – Provincie Nong Khai – Nong Khai (stad) – District Nonthaburi – Provincie Nonthaburi – Nonthaburi (stad) – Noordelijk Thai (taal) – Nam Tok

## O
Ong-Bak – Overnamepoging Liverpool FC door Thaksin Shinawatra

## P

### Pa
District Pak Kret – Pantip.com – Pantip Plaza – Pa Sak – Provincie Pathum Thani – Pathum Thani (stad) – Patpong – Koninkrijk Pattani – Sultans van Pattani – Provincie Pattani – Pattani (stad) – Pattani (rivier) – Pattaya

### Pe
Petch

### Ph
Phak Palang Prachachon – Provincie Phang Nga – Phang Nga (stad) – Provincie Phattalung – Phattalung (stad) – Provincie Phayao – Phayao (stad) – Provincie Phetchabun – Phetchabun (stad) – Phetchabunbergen – Provincie Phetchaburi – Phetchaburi (stad) – Phi Phi-eilanden – Provincie Phichit – Phichit (stad) – Provincie Phitsanulok – Phitsanulok (stad) – Phleng Chat – Phahol Pholphayuhasena – Phra Nakhon Si Ayutthaya – District Phra Pradaeng – District Phra Samut Chedi – Provincie Phrae – Phrae (stad) – District Phuket – Phuket (eiland) – Internationale Luchthaven Phuket – Provincie Phuket – Phuket (stad)

### Pi
Ping (rivier)

### Po
Politie in Thailand – Udomporn Polsak – Jintara Poonlarp

### Pr
Provincie Prachinburi – Prachinburi (stad) – Provincie Prachuap Khiri Khan – Prachuap Khiri Khan (stad) – Pranburi (rivier) – Prostitutie in Thailand – Provincies van Thailand

## R
Rama I – Rama II – Rama III – Rama IV – Rama V – Rama VI – Rama VII – Rama VIII – Rama IX – Raman (district) – Raman (stad in Thailand) – Ramkhamhaeng – Provincie Ranong – Ranong (stad) – Provincie Ratchaburi – Ratchaburi (stad) – Rattanakosin (eiland) – Rattanakosin (periode) – Rattanakosin Sakarat – Provincie Rayong – Rayong (stad) – Rebellie in Zuid-Thailand – Rivieren in Thailand – Provincie Roi Et – Roi Et (stad)

## S

### Sa
Provincie Sa Kaew – Sa Kaew (stad) – District Sai Noi – Provincie Sakon Nakhon – Sakon Nakhon (stad) – Luchthaven Ko Samui – Provincie Samut Prakan – District Samut Prakan – Samut Prakan (stad) – Provincie Samut Sakhon – Samut Sakhon (stad) – Provincie Samut Songkhram – Samut Songkhram (stad) – San jao leng ju Kieng – Provincie Saraburi – Saraburi (stad) – Satang – Sathorn – Sattahip (district) – Provincie Satun – Satun (stad)

### Sh
Thaksin Shinawatra – Panthongtae Shinawatra – Showinval

### Si
Siam – Siamese tweeling – Silom – Provincie Singburi – Singburi (stad) – Provincie Sisaket – Sisaket (stad)

### So
Soi – Soi Cowboy – Somtam – Provincie Songkhla – Songkhla (stad) – Songkran – Songtaew – Plaek Pibul Songkram

### Sr
Paradorn Srichaphan

### Su
Koninkrijk Sukhothai – Provincie Sukhothai – Sukhothai (oud) – Sukhothai (stad) – Sukhumvit – Samak Sundaravej – Sungai Golok – Amphoe Sungai Golok – Provincie Suphanburi – Suphanburi (stad) – Provincie Surat Thani – Surat Thani (stad) – Internationale Luchthaven Surat Thani – Provincie Surin – Surin (stad) – Internationale Luchthaven Suvarnabhumi

## T
Tai-Kadaitalen – Tai-talen – Provincie Tak – Tak (stad) – Tak Bai incident – Taksin – Ta Pee – Taxi-meter (Bangkok) – Thai – Thai Rak Thai – Thaiboksen – Thailand – Thailand Bible Society – Thais alfabet – Thaise Bos Traditie – Thaise cijfers – Thaise filmindustrie – Thaise keuken – Thaise koningen (lijst) – Thaise massage – Thaise namen – Thaise Staatsspoorwegen – Thaise troonopvolging – Thaise visslang – Thao Suranaree – Theravadaboeddhisme – Thonburi – Pawina Thongsuk – Tinglish – TMB Bank – Provincie Trang – Trang (stad) – Provincie Trat – Trat (stad)

## U
Ubol Rattana – Provincie Ubon Ratchathani – Ubon Ratchathani (stad) – Ubon Ratchathani (stad) – Provincie Udon Thani – Udon Thani (stad) – Urak Lawoi' (taal) – Urak Lawoi' (volk) – Provincie Uthai Thani – Uthai Thani – Provincie Uttaradit – Uttaradit (stad)

## V
Vervoer in Thailand – Vesakha Puja – Vlag van Bangkok – Vlag van Samut Prakan – Vlag van Thailand – Lijst van vlaggen van Thailand – Lijst van vlaggen van Thaise deelgebieden – Vliegvelden in Thailand – Vlinderagame – VOC-handelspost Ayutthaya – Vogelpestuitbraak in Thailand in 2003-2004

## W
Wang (rivier) – Wapen van Thailand – Waringin – Wat – Wat Phra Kaew – Wijnbouwland – Rong Wongsawan – Somchai Wongsawat

## Y
Provincie Yala – Yala (stad) – Provincie Yasothon – Yasothon (stad) – Yom

## Z
Zeekrokodil – Lijst van zegels van Thaise deelgebieden – Zuidoost-Azië – Zonkalender – Zwartkopboomslang